# Carruba (Giarre)
Carruba is een plaats (frazione) in de Italiaanse gemeente Giarre.